# Systematisches Verzeichniss der von H. Zollinger in den Jahren
Systematisches Verzeichniss der von H. Zollinger in den Jahren (abreviado Syst. Verz. (Moritzi et al.)) es un libro con ilustraciones y descripciones botánicas que fue escrito por el naturalista suizo Alexandre Moritz. Fue publicado en Soleura en el año 1846 con el nombre de Systematisches Verzeichniss der von H. Zollinger in den Jahren 1842-1844, auf Java gesammelten Pfanzen, nebst einer kurzen Beschreibung der neuen Gattungen und Arten.